# Maxwel Cornet
Gnaly Albert Maxwel Cornet (* 27. září 1996 Bregbo) je profesionální fotbalista z Pobřeží slonoviny, který hraje na pozici křídelníka či krajního obránce za anglický klub West Ham United FC a za národní tým Pobřeží slonoviny.

## Klubová kariéra

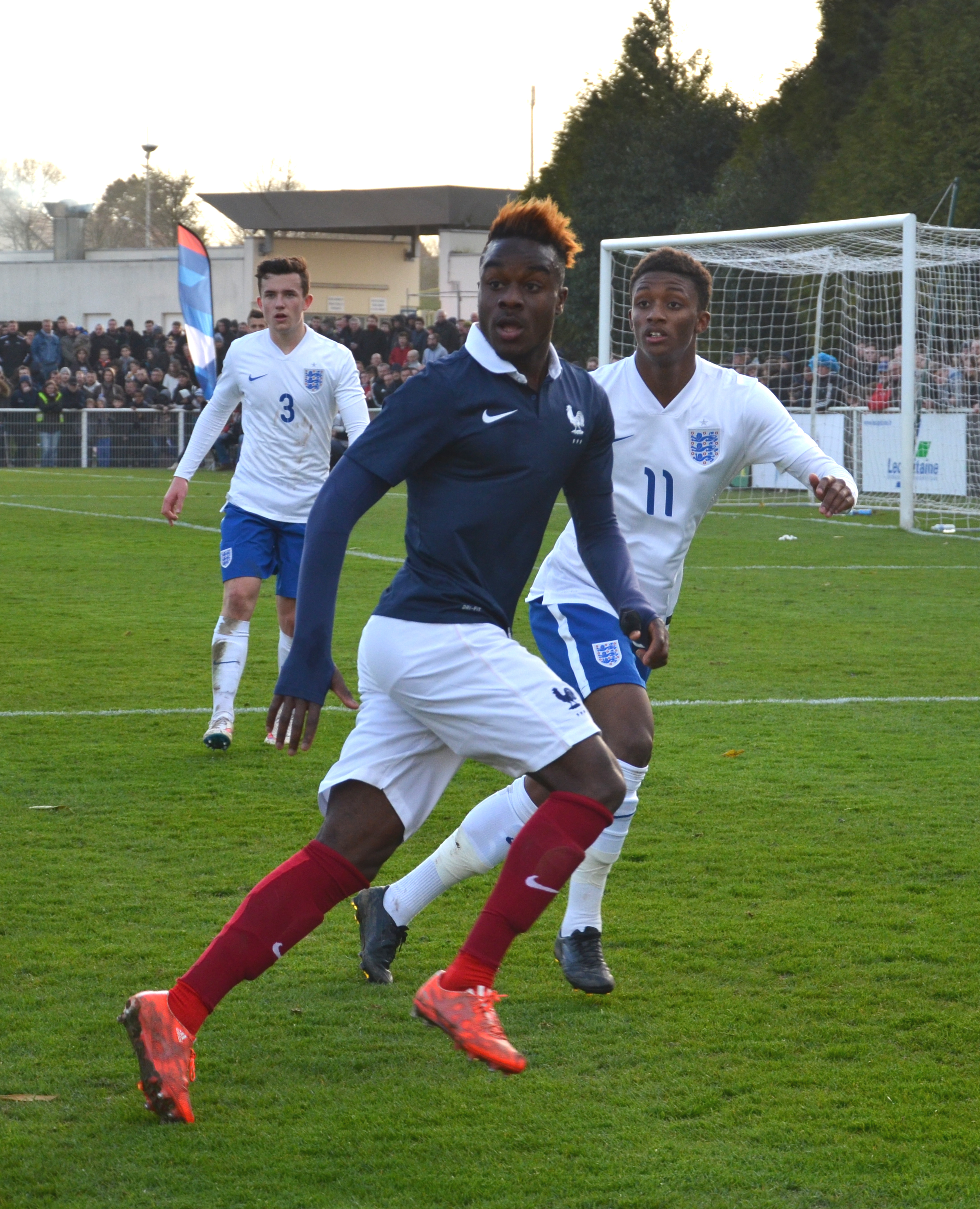
Fotografie pořízená během zápasu mezi Francií a Anglií na kvalifikaci mistrovství Evropy hráčů do 19 let na stadionu Louis-Villemer v Saint-Lô dne 31. března 2015.

### Metz
Cornet je odchovanec FC Metz, do jejíž akademie nastoupil v roce 2004 ve věku 8 let. V A-týmu debutoval 31. srpna 2012, když odehrál posledních 5 minut ligového utkání proti US Quevilly-Rouen. Svoji první branku vstřelil 30. listopadu, a to do sítě Paris FC při výhře 3:0. Ve své premiérové sezóně odehrál celkově 9 ligových utkání a pomohl klubu k postupu do Ligue 2. V druhé nejvyšší soutěži debutoval 2. srpna 2013 v utkání proti Stade Lavallois. V ročníku 2013/14 nastoupil do 14 utkání, zpravidla nastupoval na posledních pár minut utkání z lavičky náhradníků. Střelecky se v Ligue 2 neprosadil.

### Lyon
Dne 16. ledna 2015 přestoupil Cornet do prvoligového klubu Olympique Lyon za částku okolo 3 miliónů euro. V Ligue 1 debutoval proti svému bývalému klubu, proti Métám, a to dne 25. ledna 2015. Ve 34. minutě vystřídal zraněného Alexandra Lacazetta a svým výkonem přispěl k domácí výhře 2:0. V evropských pohárech Cornet debutoval 20. října, a to když odehrál posledních 7 minut utkání základní skupiny Ligy mistrů proti ruskému Zenitu Petrohrad. Svůj první gól za Lyon vstřelil o tři dny později, když v 89. minutě ligového utkání proti Toulouse dal na konečných 3:0. V Lize mistrů svoji první branku vstřelil 9. prosince, a to do sítě Valencie při výhře 2:0.
Dne 7. května 2017, v 36. kole sezóny Ligue 1, vystřídal v 62. minutě Lacazetta a dvěma góly přispěl k výhře 3:2 nad Nantes. V průběhu let 2016 až 2019 musel bojovat o místo v základní sestavě bojovat s Nabilem Fekirem, Mathieu Valbuenou, Rachidem Ghezzalem a Memphisem Depayem.
V lednu 2020 se Cornet přesunul na pozici levého obránce, a to nejen kvůli zranění Youssoufa Koného a Fernanda Marçala, ale také z důvodu obrovské konkurence na křídlech Lyonu přes kterou se nedokázal prosadit do základní sestavy. Po dobrých výkonech se stal pro zbytek sezóny levým obráncem číslo jedna. 15. srpna 2020 Cornet vstřelil gól do sítě Manchesteru City ve čtvrtfinále Ligy mistrů, které Lyon vyhrál 3:1 a postoupil do semifinále soutěže.

### Burnley
Dne 29. srpna 2021 přestoupil Cornet do anglického prvoligového Burnley za částku ve výší 15 milionů euro. V klubu podepsal pětiletou smlouvu. 18. září debutoval v klubu, když po hodině hry proti Arsenalu vystřídal Jóhanna Berga Guðmundssona. Cornet vstřelil svůj první gól v Premier League hned v následujícím zápase, 25. září přispěl k remíze 2:2 proti Leicesteru City. 23. října vstřelil obě branky svého týmu při další remíze 2:2, tentokráte proti Southamptonu a svou střeleckou formu potvrdil i v následujícím utkání, k výhře 3:1 nad Brentfordem přispěl další vstřelenou brankou.

## Reprezentační kariéra
Cornet se narodil v Pobřeží slonoviny a v mladém věku emigroval s rodiči do Francie. Byl francouzským mládežnickým reprezentantem, ale 5. dubna 2017 oznámil, že na bude reprezentovat Pobřeží slonoviny na seniorské úrovni. Svůj debut v reprezentaci Pobřeží slonoviny si odbyl 4. června téhož roku, a to při prohře 5:0 proti Nizozemsku v přátelském utkání. Svůj první reprezentační gól vstřelil do sítě Gabonu 5. září 2017 v rámci kvalifikace na Mistrovství světa 2018.

## Statistiky

### Klubové
K 30. září 2021
| Klub           | Sezóna  | Liga                 | Liga   | Liga | Národní pohár | Národní pohár | Ligový pohár | Ligový pohár | Evropské poháry | Evropské poháry | Ostatní | Ostatní | Celkem | Celkem |
| Klub           | Sezóna  | Liga                 | Zápasy | Góly | Zápasy        | Góly          | Zápasy       | Góly         | Zápasy          | Góly            | Zápasy  | Góly    | Zápasy | Góly   |
| -------------- | ------- | -------------------- | ------ | ---- | ------------- | ------------- | ------------ | ------------ | --------------- | --------------- | ------- | ------- | ------ | ------ |
| Metz           | 2012/13 | Championnat National | 9      | 1    | 2             | 0             | 0            | 0            | —               | —               | —       | —       | 11     | 1      |
| Metz           | 2013/14 | Ligue 2              | 14     | 0    | 1             | 0             | 1            | 0            | —               | —               | —       | —       | 16     | 0      |
| Metz           | 2014/15 | Ligue 1              | 0      | 0    | 0             | 0             | 0            | 0            | —               | —               | —       | —       | 0      | 0      |
| Metz           | Celkem  | Celkem               | 23     | 1    | 3             | 0             | 1            | 0            | —               | —               | —       | —       | 27     | 1      |
| Olympique Lyon | 2014/15 | Ligue 1              | 4      | 0    | 0             | 0             | —            | —            | —               | —               | —       | —       | 4      | 0      |
| Olympique Lyon | 2015/16 | Ligue 1              | 31     | 8    | 3             | 3             | 2            | 0            | 4               | 1               | 0       | 0       | 40     | 12     |
| Olympique Lyon | 2016/17 | Ligue 1              | 33     | 6    | 2             | 2             | 1            | 0            | 14              | 2               | 1       | 0       | 51     | 10     |
| Olympique Lyon | 2017/18 | Ligue 1              | 30     | 4    | 4             | 2             | 1            | 0            | 8               | 1               | —       | —       | 43     | 7      |
| Olympique Lyon | 2018/19 | Ligue 1              | 27     | 7    | 4             | 2             | 0            | 0            | 5               | 3               | —       | —       | 36     | 12     |
| Olympique Lyon | 2019/20 | Ligue 1              | 22     | 4    | 4             | 1             | 4            | 0            | 8               | 1               | —       | —       | 38     | 6      |
| Olympique Lyon | 2020/21 | Ligue 1              | 36     | 2    | 3             | 2             | —            | —            | —               | —               | —       | —       | 39     | 4      |
| Olympique Lyon | 2021/22 | Ligue 1              | 1      | 0    | 0             | 0             | —            | —            | 0               | 0               | —       | —       | 1      | 0      |
| Olympique Lyon | Celkem  | Celkem               | 184    | 31   | 20            | 12            | 8            | 0            | 39              | 8               | 1       | 0       | 252    | 51     |
| Burnley        | 2021/22 | Premier League       | 5      | 4    | 0             | 0             | 2            | 0            | —               | —               | —       | —       | 7      | 4      |
| Celkem         | Celkem  | Celkem               | 212    | 36   | 23            | 12            | 11           | 0            | 39              | 8               | 1       | 0       | 286    | 56     |

### Reprezentační
K 6. září 2021
| Pobřeží slonoviny | Pobřeží slonoviny | Pobřeží slonoviny |
| Rok               | Zápasy            | Góly              |
| ----------------- | ----------------- | ----------------- |
| 2017              | 5                 | 1                 |
| 2018              | 3                 | 1                 |
| 2019              | 11                | 2                 |
| 2020              | 3                 | 0                 |
| 2021              | 1                 | 0                 |
| Celkem            | 23                | 4                 |

#### Reprezentační góly
K 6. září 2021. Skóre a výsledky Pobřeží slonoviny jsou vždy zapisovány jako první.
| Gól | Datum            | Místo                                                    | Soupeř                  | Skóre | Výsledek | Soutěž                                   |
| --- | ---------------- | -------------------------------------------------------- | ----------------------- | ----- | -------- | ---------------------------------------- |
| 1.  | 5. září 2017     | Stade Bouaké, Bouaké, Pobřeží slonoviny                  | Gabon                   | 1:2   | 1:2      | Kvalifikace na Mistrovství světa 2018    |
| 2.  | 12. října 2018   | Stade Bouaké, Bouaké, Pobřeží slonoviny                  | Středoafrická republika | 4:0   | 4:0      | Kvalifikace na Africký pohár národů 2019 |
| 3.  | 23. března 2019  | Stade Félix Houphouët-Boigny, Abidžan, Pobřeží slonoviny | Rwanda                  | 3:0   | 3:0      | Kvalifikace na Africký pohár národů 2019 |
| 4.  | 1. července 2019 | 30 June Stadium, Káhira, Egypt                           | Namibie                 | 3:1   | 4:1      | Africký pohár národů 2019                |